# Menadion
Menadion wordt, hoewel het zelf niet werkzaam is als zodanig, vaak gerekend tot de vitamines uit de K-groep. Het is daarom ook bekend onder de naam vitamine K3. 

## Terminologie

De basisstructuur van menadion is duidelijk herkenbaar aanwezig in de structuur van het hier weergegeven vitamine K_{1} of MK-4.

Menadion wordt dus soms vitamine K3 genoemd, hoewel de niet op positie 3 gesubstitueerde derivaten van nafthoquinon niet in de natuur voorkomen, en dus niet voldoen aan de voorwaarden die gesteld worden om een stof vitamine te noemen.  Menadion wordt in het menselijk lichaam omgezet in vitamines uit de K2-groep.  Eerst wordt het chinon gereduceerd tot een hydrochinon, menadiol, waarna alkylering op de 3-plaats mogelijk wordt. Na herstel van het chinon ontstaat zo een serie menaquinonen (MK-n, n=1-13; K2 vitamers) die wel over de vitamine K-functionalitiet beschikken.  Menadion kan dus beter als een provitamine beschreven worden.
Menadion is ook bekend onder de naam menafton.

## (Bio)synthese
Chemisch kan menadion worden gesynthetiseerd uitgaande van 2-methylnaftaleen door oxidatie met behulp van chroomzuur of salpeterzuur.

## Toepassingen
Menadion werd vroeger in de vorm van de wateroplosbare derivaten met natriumwaterstofsulfiet of difosfaat klinisch toegepast. Vanwege de toxische effecten van deze verbindingen wordt tegenwoordig het natuurlijke fyllochinon gebruikt. Als voedseladditief voor menselijk gebruik is menadion niet toegestaan, als additief in diervoeding mag het echter wel toegepast worden. Vroeger werd ten onrechte aangenomen dat vitamine K3 werkzaam was in het stollingsproces van bloed. Natuurlijke vitamines uit het K-complex zijn hier wel werkzaam.

## Toxicologie en veiligheid
Menadion reageert niet met zuurstof, wel treedt ontleding op onder invloed van licht en reageert het met basische oplossingen, sterke zuren en reductoren.
Als vaste stof is menadion irriterend, zowel voor de luchtwegen als de huid.